# Lekarstwo na bezsenność
Lekarstwo na bezsenność – amerykański film z 1987 roku w reżyserii Johna Henry'ego Timmisa IV. Film jest jednym z najdłuższych filmów w dziejach kina, gdyż trwa 87 godzin.

## Fabuła
Pisarz L.D. Groban recytuje swój 4080-stronicowy poemat, pod tytułem Lekarstwo na bezsenność. Recytacja przeplatana jest scenami rockowych kapel J.T.4 i Cosmic Lightining oraz fragmentami scen pornograficznych.